# Карденья (Кордова)
Карденья (ісп. Cardeña) — муніципалітет в Іспанії, у складі автономної спільноти Андалусія, у провінції Кордова. Населення — 1732 особи (2010).
Муніципалітет розташований на відстані близько 240 км на південь від Мадрида, 60 км на північний схід від Кордови.
На території муніципалітету розташовані такі населені пункти: (дані про населення за 2010 рік)
- Асуель: 273 особи
- Карденья: 1286 осіб
- Вента-дель-Чарко: 173 особи

## Демографія
Динаміка населення (INE ):

## Галерея зображень

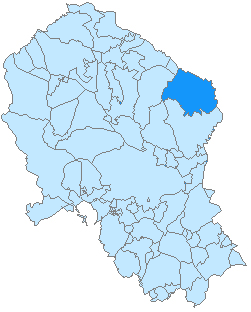
Розташування муніципалітету у провінції Кордова
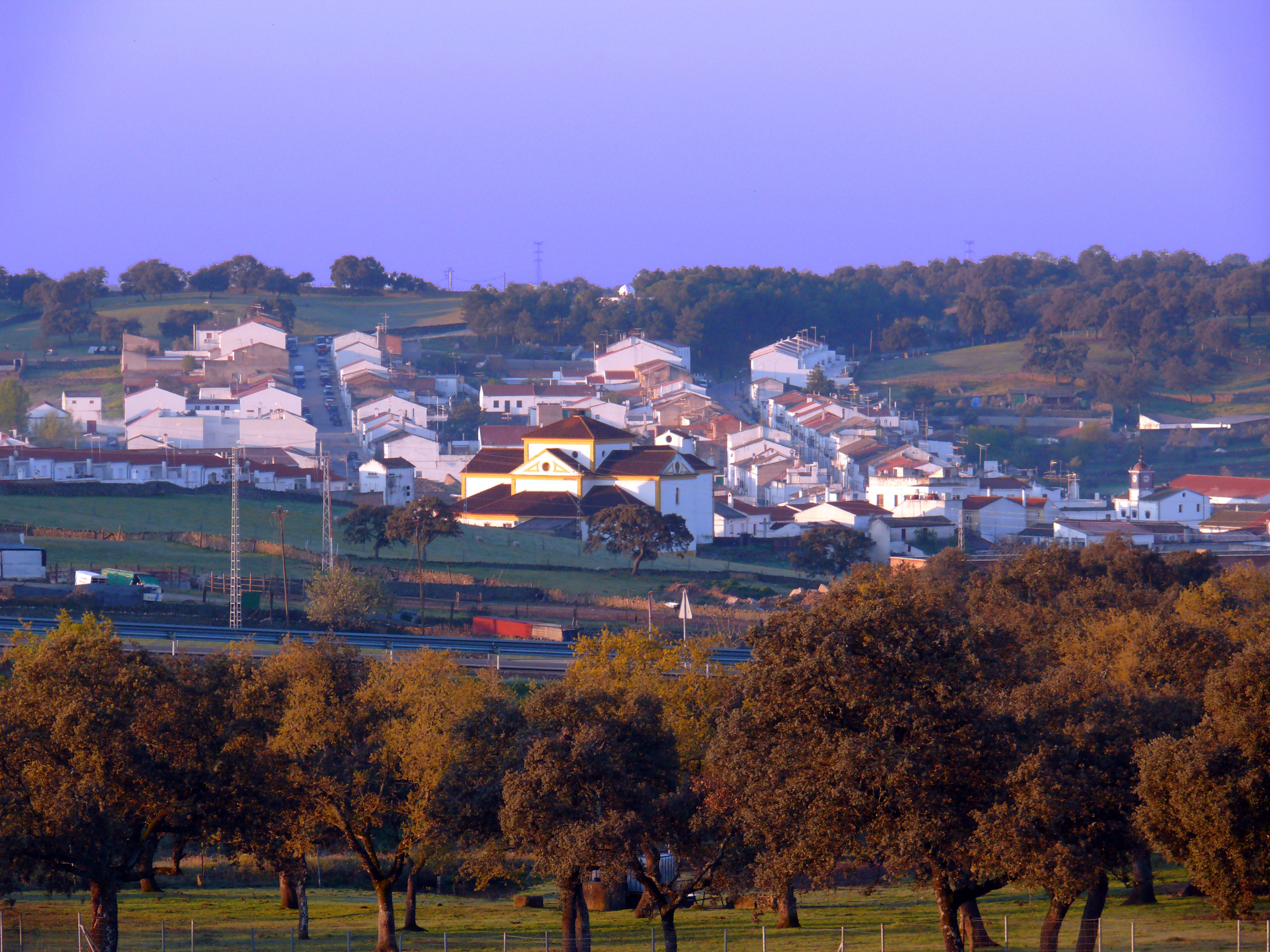
Карденья
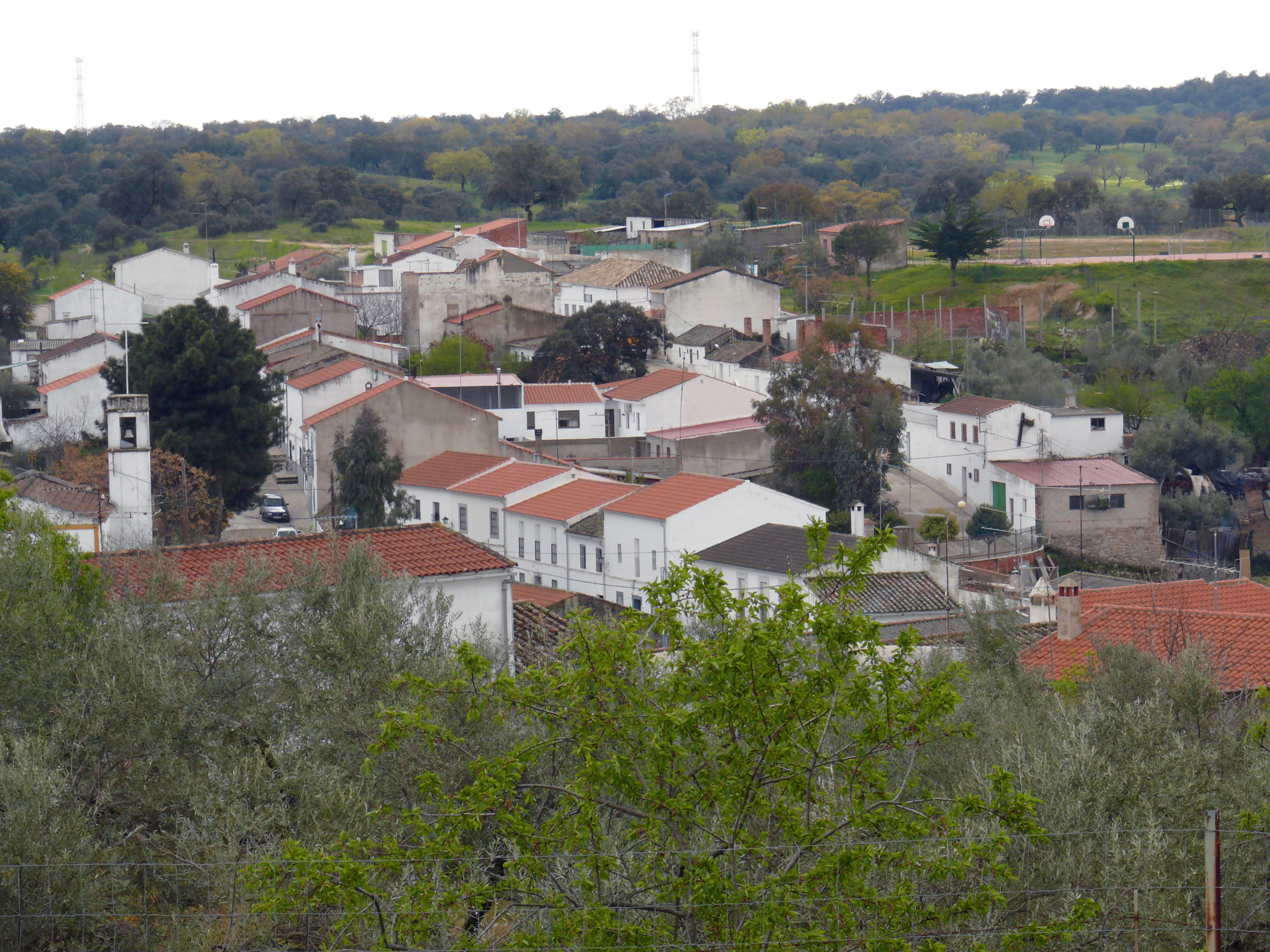
Вента-дель-Чарко
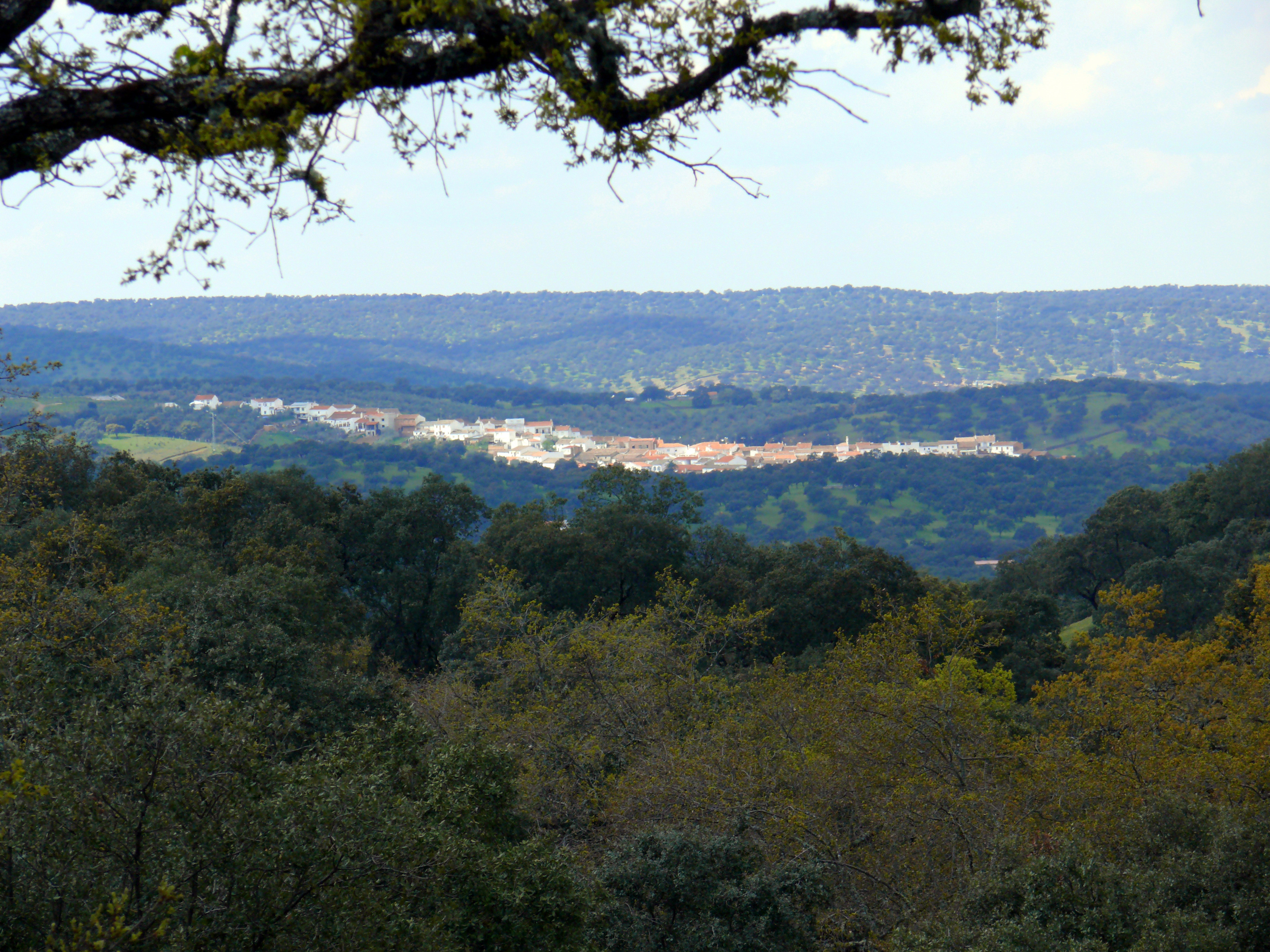
Асуель